# Арена Стожице
Арена Стожице је вишенаменска спортска дворана у Љубљани, Словенија. Пројектовали су је архитекте Садар Вуга д. о. о. и највећа је затворена дворана у држави. Арена је део Спортског парка Стожице. 
Капацитет дворане износи 12.480 седећих места, односно око 14.480 за потребе одржавања концерата. Тренутно је домаћи терен кошаркашког клуба Унион Олимпија, рукометног клуба РК Крим, за међународне утакмице одбојкашког клуба Аутокомерц Блед и за утакмице националног тима у разним спортовима.

## Историја
Арена је добила име по области у којој се налази, а у будућност је могућа промена у имену због спонзорских права. Заједно са фудбалским стадионом је део Спортског парка Стожице. Арена Стожице има површину од 14.164 m². Изграђења је за само 14 месеци и отворена 10. августа 2010. кошаркашком утакмицом репрезентација Словеније и Шпаније, коју је Шпанија добила у продужецима са 79:72. 

Од 11. до 22. септембра 2013. дворана је била домаћин свих утакмица група Е и Ф, као и завршних утакмица Европског првенства у кошарци 2013.
Током августа и септембра 2022. године, дворана је била домаћин 4 групе Светског првенства у одбојци као и елиминационих утакмица осмине и четвртфинала. У новембру исте године у дворани су се играле утакмице групе А и завршнице Европског првенства у рукомету за жене 2022. године.
У 2023. години дворана је била домаћин групне фазе и завршнице Европског првенства у кошарци за жене.